# Mercersburg
Mercersburg är en kommun (borough) i Franklin County i delstaten Pennsylvania i USA. Orten hette ursprungligen Black's Town efter grundaren James Black.
President James Buchanans födelseplats är i byn Cove Gap i närheten av Mercersburg. En pyramid har rests som minnesmärke på platsen. I Mercersburg föddes dessutom presidentens systerdotter Harriet Lane som var värdinna i Vita huset under Buchanans ämbetsperiod som president. Huset där president Buchanan bodde som barn finns kvar i Mercersburg och fungerar som hotell, pub och restaurang.